# Южная Тухта
Южная Тухта — река в Вытегорском районе Вологодской области России, левый приток Андомы.
Берёт исток в небольшом озерце на территории Девятинского сельского поселения, течёт на север в незаселённой болотистой местности и впадает в реку Андома в 74 км от её устья. Принимает один левый и два правых (Громовая Тухта; Тухтозерка, в 4,7 км от устья) притока. Длина реки составляет 6,6 км.

## Данные водного реестра
По данным государственного водного реестра России относится к Балтийскому бассейновому округу, водохозяйственный участок реки — Бассейн Онежского озера без рек Шуя, Суна, Водла и Вытегра, речной подбассейн реки — Свирь (включая реки бассейна Онежского озера). Относится к речному бассейну реки Нева (включая бассейны рек Онежского и Ладожского озера).
Код объекта в государственном водном реестре — 01040100612102000017291.